# Рудов, Михаил Александрович
Михаил Александрович Рудов (19 июня 1929, Рудня — 18 октября 2014, Бишкек) — советский и киргизский русский филолог, литературовед и переводчик. Доктор филологических наук. Профессор. Член Союза писателей СССР (1971) и Национального союза писателей Кыргызской Республики (1992).

## Биография
Родился 19 июня 1929 года в городе Рудня Смоленской области. Русский по национальности. Воспитывался в детском доме. Во время Великой Отечественной войны был эвакуирован в Киргизскую ССР, где воспитывался во Фрунзенском детдоме имени Н. К. Крупской. Окончил школу № 9 во Фрунзе.
Пробовал поступить в Московский полиграфический институт, но принят не был. В итоге в 1946 году стал студентом Киргизского педагогического институт. Учился вместе с Геннадием Зенковым. Во время учёбы получал сталинскую стипендию. Вуз окончил в 1950 году, а в 1953 году завершил обучение в аспирантуре.
С 1950 по 1993 год преподавал на факультете русской филологии Киргизского государственного университета. Являлся старшим преподавателем, доцентом, профессором, заведующим кафедрой, заместителем декана и деканом. В 1965 году защитил кандидатскую по теме «Пути развития жанра басни в советской литературе», а позднее докторскую диссертации. Профессор (с 1990 года).
В 1993 году стал заведующим кафедрой Кыргызско-Российского Славянского университета имени Бориса Ельцина. В 1996 году основал и возглавил Научно-исследовательского института регионального славяноведения при КРСУ.
С 2011 года — главный редактор журнала «Русское слово в Кыргызстане».
Скончался 18 октября 2014 года в Бишкеке. Похоронен на юго-западном кладбище села Чон-Арык.

## Творческая и научная деятельность
Специализировался на сравнительном литературоведении и истории русской литературы. Изучал вопрос двуязычия в Кыргызстане. Писал критические очерки. Занимался переводами с киргизского. Автор перевода текста гимна Кыргызстана на русский язык.
Автор книг «Земля открытий: Литературно-критические очерки» (Фрунзе, 1970), «Жанр басни в русской литературе» (Фрунзе, 1974), «Русская литература: учебник для 11-го класса киргизской школы» (Фрунзе: Мектеп, 1989). Выпустил басни: «Ослы и Волки» (Бишкек, 1998) и «Портрет осла» (Бишкек, 2006). Участвовал в составлении сборника «Киргизская повесть» (Москва., 1981) и энциклопедии «Токтогул» (2014).
Ряд произведений Рудова переведены на киргизский язык.
Опубликовал более 200 научных работ, включая 5 монографий и 2 учебника. Под его руководством было защищено 10 кандидатских диссертаций.

## Общественная деятельность
В 1952 году вступил в КПСС. Состоял в Союзе писателей СССР (с 1971 года) и Национальном союзе писателей Кыргызской Республики (с 1992).
Член Академии педагогических и социальных наук (Россия) и член-корреспондент Международной академии информатизации (Россия).

## Награды из звания
- Заслуженный учитель Киргизской ССР (1979)[4]
- Почётная грамота Кыргызской Республики (21 сентября 1999) — за заслуги в области образования республики[9][10]
- Орден «Данакер» (26 января 2003) — за особые заслуги перед государством и народом Кыргызстана, вклад в укрепление дружбы и межнационального согласия в республике[11][10]
- Медаль Пушкина (4 декабря 2007, Россия) — за большой вклад в распространение, изучение русского языка и сохранение культурного наследия, сближение и взаимообогащение культур наций и народностей[12]
- Почётный знак Россотрудничества «За дружбу и сотрудничество» (2014)[6]

## Основные работы
- Звенья открытий: литературоведческие очерки. Фрунзе, «Кыргызстан», 1970.
- Киргизские повести (в соавторстве). Москва, Худож. лит., 1982.
- Русская советская литература. Учебник- хрестоматия для кирг. школ. Фрунзе, «Мектеп», 1964—1986 (в соавторстве, 20 изданий).
- Жанр басни в русской литературе. Фрунзе, «Мектеп», 1974.
- Киргизский героический эпос «Манас» (в соавторстве). Бишкек, Сорос-Кыргызстан, 1999.